# Katharine Wallas
Pour les articles homonymes, voir Wallas.
Katharine Talbot Wallas, née le 11 avril 1864 à Barnstaple et morte le 14 avril 1944 à Londres, est une enseignante et personnalité politique locale de Londres.

## Biographie
Née au presbytère de Barnstaple dans le Devon, où son père est pasteur anglican, Katharine Wallas est la fille de Frances Talbot Peacock et de Gilbert Wallace. Son frère aîné, Graham Wallas, est un psychologue social, cofondateur de la London School of Economics. Elle a fait ses études à Maida Vale avant d'étudier au Bedford College, à Londres, puis au Girton College à Cambridge, où elle est présidente de la société étudiante de théâtre amateur. Elle obtient l'une des meilleures notes aux tripos de mathématiques en 1887. L'université de Cambridge n'accorde des diplômes aux femmes, mais en 1907, elle obtient une maîtrise du Trinity College de Dublin dans le cadre du programme Steamboat ladies, où les femmes qui avaient fait leurs études dans des collèges pour femmes d'Oxford ou de Cambridge pouvaient recevoir un diplôme ad eundem.
Frances Wallas devient professeure de mathématiques à Notting Hill High School, où sa sœur Mary Wallas enseignait également. Elle est présidente de l'association des principales adjointes en 1899-1900. Elle publie une anthologie de poésie, The Call of the Homeland,, avec Robert Pickett Scott, et occupe un poste administratif à Girton College.
Elle est membre du conseil du National Union of Women Workers qui fait campagne pour la représentation des femmes dans les conseils. En 1909, elle succède à son frère Graham Wallas au comité d'éducation du London County Council, et, en 1913, elle représente le Progressive Party au conseil. Elle est vice-présidente du conseil en 1918-1919, et siège au conseil jusqu'en 1934.
Katharine Wallas est vice-présidente du Teachers' Registration Council, trésorière honoraire de l'Association of University Women Teachers, du comité Burnham qui fixait la rémunération des enseignants et du comité des subventions de chômage.
Katharine Wallas est nommée commandeure de l'Empire britannique (CBE) en 1933. Elle meurt à son domicile, 34 Princes House, Kensington Park Road, à Londres, le 14 avril 1944.